# Collevecchio
Collevecchio és un comune (municipi) de la província de Rieti, a la regió italiana del Laci. A 1 de gener de 2019 la seva població era de 1.544 habitants.
Collevecchio limita amb els municipis següents: Civita Castellana, Magliano Sabina, Montebuono, Ponzano Romano, Stimigliano i Tarano.
La frazione de Poggio Sommavilla acull un jaciment arqueològic a la vall del Tíber amb una acròpolis i una necròpolis.
L'economia es basa en l'agricultura (oliveres i vinyes) i la cria d'animals (bestiar boví i caprí).